# Dumorpha fortella
Dumorpha fortella är en insektsart som beskrevs av Delong 1983. Dumorpha fortella ingår i släktet Dumorpha och familjen dvärgstritar. Inga underarter finns listade i Catalogue of Life.